# The Open Group Architecture Framework

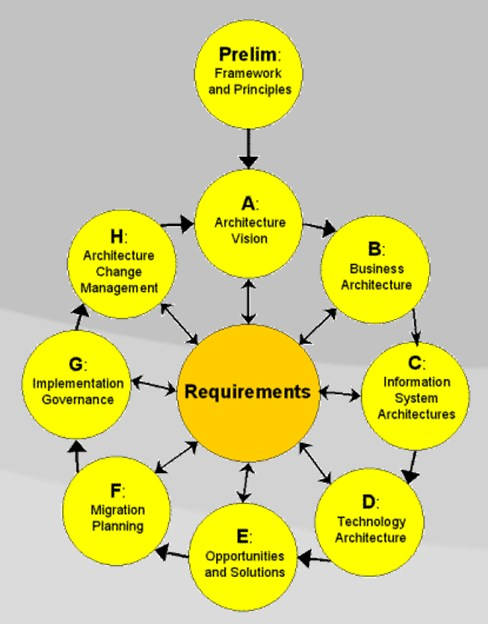
TOGAF ADM.

The Open Group Architecture Framework (afkorting TOGAF) is een methode voor het ontwikkelen en beheren van de enterprisearchitectuur. TOGAF is een open standaard. TOGAF bevat een verzameling aan technieken en best-practices. Centraal in de methode staat de Architecture Development Method (ADM). Deze beschrijft de verschillende fasen van ontwikkeling en beheer van de enterprisearchitectuur (zie figuur).

## Geschiedenis
TOGAF is ontwikkeld door The Open Group. In 1995 werd de eerste versie gepresenteerd. Deze versie was gebaseerd op de TAFIM (Technical Architecture Framework for Information Management) van het ministerie van defensie van de Verenigde Staten.
Overzicht van de verschillende versies:
- TOGAF 7 "Technical Edition" - december 2001
- TOGAF 8 "Enterprise Edition" - december 2002
- TOGAF 8.1 - december 2003
- TOGAF 8.1.1. - november 2006
- TOGAF 9 - februari 2009
- TOGAF 9.1
- TOGAF 9.2 - april 2018
- TOGAF 10 - april 2022

## Onderdelen
TOGAF kent 4 type architecturen: 
- Business-architectuur - definieert strategie, beleid, organisatie en de belangrijkste werkprocessen binnen de organisatie
- Applicatie-architectuur - geeft een blauwdruk voor de te gebruiken individuele systemen, de interacties tussen de applicatiesystemen en hun relaties met de kernprocessen van de organisatie, waarbij de frameworks voor diensten als functies voor de integratie worden ingezet
- Data-architectuur - beschrijft de structuur van de logische en fysieke data binnen de organisatie en de hierbij behorende datamanagement bronnen
- Technische architectuur of technologiearchitectuur - beschrijft de hardware-, software- en netwerkinfrastructuur die nodig is om de organisatiekritieke applicaties te ondersteunen

Om deze architecturen te ontwikkelen is TOGAF onderverdeeld in drie onderdelen: 
- ADM: Architecture Development Method
- Enterprise Continuum
- Resource base

De ADM is het hart van TOGAF. Het is een methode om architecturen te ontwikkelen. De methode bevat de volgende stappen: 
- Preliminary phase: Frameworks en Principles
- A: Architecture Vision
- B: Business Architecture
- C: Information Systems Architecture
- D: Technology Architecture
- E: Opportunities and Solutions
- F: Migration Planning
- G: Implementation Governance
- H: Architecture Change Management

Elke stap bestaat uit weer een (groot) aantal kleinere stappen. 
In principe worden alle stappen cyclisch doorlopen. Als in fase H tot de conclusie wordt gekomen dat er een wijziging in de architectuur moet komen, dan kan weer gestart worden in fase A. 
Het Enterprise Continuum is een virtueel repository met alle architectuurassets (models, patterns, descriptions) van een bedrijf. In eerste instantie is dit een leeg raamwerk, dat gedurende de uitvoering van de ADM steeds verder gevuld wordt. 
De basis voor een Enterprise Continuum kan de TOGAF foundation architecture zijn. Deze bestaat uit: 
- Technical Reference Model (TRM) - een algemeen model met meerdere lagen waarin systemen gemodelleerd kunnen worden
- Standards Information Base (SIB) - een lijst met geaccepteerde standaarden die gebruikt kunnen worden
- Integrated Information Infrastructure Reference Model (III_RM) - een model voor de ontwikkeling van applicatiearchitecturen

Ook standaarden uit de industrie kunnen deel uitmaken van het Enterprise Continuum. 
De resource base is een verzameling resources, guidelines, templates en achtergrondinformatie voor het gebruik van de ADM, waarin onder andere organisatorische aspecten van governance staan.